# Cellule de Renshaw
Les cellules de Renshaw sont des interneurones inhibiteurs de la corne antérieure de la moelle spinale. Ce sont de petits neurones inhibiteurs, multipolaires, d'association homolatérale.
On distingue principalement trois types d'interneurones :
- les interneurones Ia
- les interneurones Ib
- et les cellules de Renshaw

Ces trois catégories d'interneurones font partie de circuits différents avec des afférences de fibres sensorielles fusorielles (pour les Ia) ou des organes tendineux (pour les Ib).
Les cellules de Renshaw, elles, reçoivent une collatérale excitatrice d'un motoneurone alpha, avec lequel ils forment en retour une synapse glycinergique inhibitrice. Le motoneurone alpha s'auto-inhibe donc par l'intermédiaire de sa cellule de Renshaw satellite. Cette cellule de Renshaw forme également des synapses avec les autres motoneurones du muscle, les motoneurones gamma des muscles synergistes, ainsi qu'avec d'autres neurones intermédiaires inhibiteurs des muscles antagonistes, qu'ils activent donc indirectement.
Par leurs différentes connexions, le rôle des cellules de Renshaw est la régulation de la contraction, permettant la transmission de faibles stimulations, mais limitant une activité excessive des motoneurones, qui pourrait entraîner des contractions convulsives.
Les récepteurs synaptiques à la glycine peuvent être bloqués par la strychnine, un alcaloïde tiré de la noix vomique. À faible dose, cette molécule agit donc comme stimulant. À forte dose c'est un poison mortel induisant des tétanies.